# Prai Bokul
Prai Bokul is een bestuurslaag in het regentschap Oost-Soemba van de provincie Oost-Nusa Tenggara, Indonesië. Prai Bokul telt 1407 inwoners (volkstelling 2010).